# The Game and Playe of the Chesse
The Game and Playe of Chesse (česky Hra v šachy, také Šachová hra) je kniha Williama Caxtona, prvního anglického tiskaře. Byla vydána v 70. letech 15. století a po určitou dobu byla považována za první knihu vydanou v angličtině. Toto prvenství dnes náleží titulu Recuyell of the Historyes of Troye, jehož autorem je také Caxton. The Game and Playe of Chesse vychází z knihy Jacobuse de Cessolise a je  „alegorií pevných (ustálených) společenských (sociálních) struktur, kde má každá hodnost svou přidělenou roli.“ 